# Francesco Salata
Francesco Salata (Ossero, 17 settembre 1876 – Roma, 10 marzo 1944) è stato un politico, storico e irredentista italiano, di origine giuliana, nato nell'isola di Cherso quando questa faceva ancora parte dell'Impero austro-ungarico.

## Biografia e attività politica
Nato a Ossero nell'isola di Cherso nel 1876, studiò prima a Capodistria e poi a Graz. Nel 1909 fu eletto deputato presso la Dieta Provinciale dell'Istria. Di sentimenti irredentisti, nel 1914 si trasferì in Italia, divenendo, nel corso della prima guerra mondiale, consigliere e uomo di fiducia del ministro Sonnino.
Le sue idee politiche si rifacevano a un certo liberal-nazionalismo irredentista, cioè a una visione liberale dell'irredentismo italiano in contrasto con l'irredentismo fascista che si svilupperà poi.
Durante la Prima guerra mondiale, l'Austria-Ungheria decise di richiedere un'importazione straordinaria di provviste dall'Italia, mandando Salata a Roma con un mandato. Egli approfittò di quest'occasione e rimase nella capitale, ove si batté per l'entrata in guerra dell'Italia. Preparò documentazione in supporto della rivendicazione italiana delle terre irredente. Nel maggio 1915 pubblicò anonimamente Il diritto d'Italia su Trieste e l'Istria: documenti, in supporto delle rivendicazioni italiane nell'Adriatico. Salata si impegnò sia come storico sia come "studioso dell’amministrazione e al tempo stesso amministratore diretto al servizio dello Stato italiano". Entrò a far parte del Segretariato generale per gli affari civili presso il Comando supremo dell'esercito in zona di guerra, divenendone il reggente dell'Ufficio amministrativo, per poi diventarne il vicesegretario generale alla fine della guerra.
Nel frattempo, gli austriaci si rivalsero su sua moglie Ilda Mizzan, triestina, sposata nel 1903 e nove anni più giovane di lui. Fu internata per più di un anno insieme a loro figlia, Maria, nata nel 1911, con conseguenze nefaste per Ilda. Durante la sua prigionia, sua moglie si ammalò di tubercolosi, di cui morì pochi anni dopo la fine della guerra, passati prevalentemente tra luoghi di riposo e sanatori.
Salata fu membro della Commissione italiana alla conferenza di pace che determinò gli assetti territoriali europei subito dopo la Grande guerra. Di particolare rilievo fu la sua partecipazione alle trattative che culminarono nel primo trattato di Rapallo (1920). In quello stesso anno fu nominato Senatore.
Divenne anche Consigliere di Stato e massimo responsabile dell'Ufficio Centrale per le nuove Province (appartenenti alle regioni Trentino-Alto Adige e Venezia Giulia). In tale veste dovette far fronte, dopo il 1922, ai tentativi da parte di alcuni alti gerarchi fascisti di esautorare la vecchia classe dirigente italiana in Istria e a Trieste, per sostituirla con uomini nuovi devoti al regime. Riuscì inoltre ad imporre a Francesco Giunta, uno dei massimi rappresentanti del fascismo giuliano, un tipo di ripartizione provinciale già sperimentata in epoca austriaca.
Negli anni venti e trenta fu inviato ripetutamente come Ministro plenipotenziario a Vienna, dove godeva, nonostante la propria fede irredentista, di gran credito. Qui, a partire dal 1935, diresse il nuovo Istituto Italiano di Cultura. Secondo alcuni storici l'allontanamento dall'Italia di Salata fu una larvata forma di emarginazione messa in atto dalle autorità fasciste. Il senatore di Cherso rappresentava infatti per la classe dirigente del ventennio l'espressione di un'Italia irredentista di matrice liberale pre-fascista. Fino a quando restò a capo dell'Ufficio centrale per le nuove Province i diritti delle minoranze slovene e croate della Venezia Giulia non vennero calpestati.
Salata si spense nel 1944 a Roma, pochi mesi prima che la città venisse liberata dalle truppe anglo-americane.

## Lo storico e la visione politica
Francesco Salata è stato uno storico noto e apprezzato, benché fosse laureato in legge. I suoi testi sono ricordati per essere estremamente moderni per il tempo visto il rigoroso metodo storico, il ricorso a molti documenti e fonti, e il saper coniugare alla dimensione politico-istituzionale anche la parte linguistica e culturale.
Grande studioso di storia risorgimentale ci ha lasciato alcuni saggi di notevole interesse, fra cui: Per la storia diplomatica della Questione romana (1929) e Carlo Alberto inedito (1931). Altri suoi studi possono apparire al giorno d'oggi più datati, come ad esempio Il diritto d'Italia su Trieste e l'Istria (1915), in cui traspaiono i propri irremovibili convincimenti irredentisti. Questi ultimi sono alla base del suo saggio più noto: Guglielmo Oberdan secondo gli atti segreti del processo, carteggi diplomatici e altri documenti inediti (1924). Imprescindibile per lo studio della storia dell'isola di Cherso, di dove Salata era originario, è L'antica diocesi di Ossero (1897).

## Opere pubblicate (selezione)
- L'antica diocesi di Ossero e la liturgia slava: pagine di storia patria, Martinolich, Pola 1897
- Il diritto d'Italia su Trieste e l'Istria, documenti, Bocca, Torino 1915
- Guglielmo Oberdan secondo gli atti segreti del processo: carteggi diplomatici e altri documenti inediti, Zanichelli, Bologna 1924
- Per la storia diplomatica della Questione romana, Treves, Milano 1929
- Carlo Alberto inedito: il diario autografo del re, lettere intime ed altri scritti inediti, Mondadori, Milano 1931 (a cura e con commenti di Francesco Salata)
- Maria Luigia e i moti del trentuno: documenti inediti da archivi austriaci, Fresching, Parma 1932
- Il patto Mussolini: storia di un piano politico e di un negoziato diplomatico,  Mondadori, Milano 1933
- Lettere di Carlo Alberto a Federico Truchsess, Le Monnier, Firenze 1937 (a cura e con commenti di Francesco Salata)